# NTT DOCOMO
NTT DOCOMO是日本一家電信公司。「DOCOMO」這個名字的意思是取“Do Communication over the Mobile network”（電信溝通無界限）中的首字，且其發音和日語单词（无所不在）相同。中文品牌名字譯為「都科摩」（中國北京）或「都客梦」（中國上海）。Ahamo也同為該公司產品

## 历史
NTT DOCOMO的起源可追溯至1968年（昭和43年）7月1日日本電信電話公社推出的移動通訊服務呼叫器。電電公社民營化後的1990年，政府決定將日本電信電話株式會社的移動通訊事業獨立分出，1993年7月分公司「NTT DoCoMo」開始服務。雖然是東京證券交易所等的上市公司，但NTT擁有其6成（63.32%）的股權，是該公司的連結子公司（金融商品取引法上的特定子公司）。NTT DOCOMO為NTT集團貢獻超過七成的營收。
2008年7月，其下屬各地區分公司合併，公司體制改為全國1社體制。在此之前，DOCOMO是統括NTT DOCOMO集團的核心公司，同時也是管轄關東地方及甲信越地方業務的公司。為與整個NTT DOCOMO集團區別，曾常簡稱該公司為「（NTT）DOCOMO中央」。隨著公司體制改為全國1社，其商標也由NTT DoCoMo改為目前使用的NTT docomo。2010年，公司的正式英文名稱也由NTT DoCoMo, Inc.改為NTT DOCOMO, INC.。2013年10月1日，公司商號從「エヌ・ティ・ティ・ドコモ」統一為通用的「NTTドコモ」。
海外事業方面，NTT DOCOMO在2000年以4090億日圓投資荷蘭皇家電信、1860億日圓投資英国Hutchison 3G，2001年再以1兆2000億日圓投資美國AT&T，但在累積達約1兆5000億日圓的虧損後於2005年棄守。之後，NTT DOCOMO投資印度塔塔電信2670億日圓，共計持有26.5％股權，但投資5年的虧損已達2220億日圓。
2018年，NTT DOCOMO擁有W-CDMA、HSPA服務品牌「FOMA」（3G、3.5G，2001年開始服務）、LTE服務品牌「Xi」（3.9G，2010年開始服務）、LTE-Advanced服務品牌「PREMIUM 4G」（4G，2015年開始服務）等行動電話業務。過去推出的「PHS服務」已在2008年1月7日結束服務，使用PDC的服務品牌「mova」、「DoPa」（2G）也在2012年3月31日結束服務。
因在2020年注意到"日本為世界是第二高電信價格"，而後三大電信公司推出低價方案，2021年3月26日推出Ahamo低價方案。

## 主要業務

### 手機業務
截至2021年3月，docomo手机业务用户约有8263万，在日本國內的手機市場佔有率约为43.8%，是日本最大的移動通信企業。
目前提供W-CDMA方式、HSDPA方式的3G、3.5G手機服務「FOMA」，日本國內的通信公司中率先提供LTE方式的3.9G手機服務「Xi」，以及2015年3月27日開始的LTE-Advanced方式的4G手機服務「PREMIUM 4G」。
千萬用戶里程碑到達時間
- 1997年2月：1000萬用戶
- 1998年8月：2000萬用戶
- 2000年4月：3000萬用戶
- 2002年1月：4000萬用戶
- 2005年11月：5000萬用戶
- 2012年3月：6000萬用戶
- 2016年2月：7000萬用戶

#### LTE頻段
- FDD-LTE 2100MHz(Band 1)
- FDD-LTE 1800MHz(Band 3)
- FDD-LTE 800MHz(Band 19)
- FDD-LTE 1500MHz(Band 21)
- FDD-LTE 700MHz(Band 28)
- TDD-LTE 3400MHz～3600MHz(Band 42)

#### WCDMA頻段
- FDD-UMTS 2100MHz(Band 1)
- FDD-UMTS 800MHz(Band 6)
- FDD-UMTS 800MHz(Band 19)

#### 郵件和i mode服務
docomo於1997年12月開始提供「10元郵件」（10円メール）服務（2008年2月結束），1999年2月開始提供「i mode」服務。這兩項服務廣受好評，提高了docomo的市場佔有率。
在i mode的普及期的1999年至2001年期間，當時的i mode郵箱地址曾是「 手機號碼@docomo.ne.jp 」。但有不良業者大量發送垃圾郵件，加上接收郵件需要向收信人收取費用，因而成為重大的社會問題。因此，2001年7月開始，docomo開始了一系列垃圾郵件對策。用戶也可以自行組合郵件地址，並且可以拒收垃圾郵件。同時，面對競爭的激化，NTT docomo從2001年8月開始，毎月的流量在400流量以下的用戶可免收流量費。2008年6月開始，i mode的基本使用費調整為與其他公司相同的每月315日元。
2010年9月開始，推出了在智能手機上也能使用i mode郵箱地址的「sp mode」服務。

#### mova至FOMA的移行
DOCOMO於2001年10月開始推出了世界最早的W-CDMA方式第3世代手機通訊服務「FOMA」。2004年，以帶有大量最新功能的900i系列手機的發售為契機，FOMA被定位為DOCOMO的主要服務。之後通過一系列促進「mova」用戶轉為「FOMA」的措施，自2004年4月開始到2008年6月末為止，其第3世代手機用戶純增数連續50個月排名第一。2006年7月，FOMA用戶數超過mova用戶數。2008年11月，mova服務停止接受新用戶。預計將於2012年3月31日停止mova手機通訊服務。

#### FOMA的高速化及LTE的導入
FOMA的數據通信速度在2001年10月開始啟用時是通話時上行及下行最高速度均為64Kbps，上網時下行最高速度為384Kbps上行最大速度為64Kbps。之後，手機的上行最快速度達到64Kbps。2006年8月，開始提供名為FOMA High Speed的服務。其通信規格是HSDPA，下行最快速度3.6Mbps，上行最快速度384Kbps。2008年4月，FOMA High Speed的下行最快速度提高至7.2Mbps；2009年6月，隨著HSPA規格的導入，上行最快速度也提高至5.7Mbps。2011年6月開始，FOMA High Speed的下行速度提高至14Mbps（理論値14.4Mbps）。
DoCoMo於2010年12月24日開始提供基於第3.9世代的通信規格LTE的手機通訊服務「Xi（クロッシィ）」。這一服務將從東京、大阪、名古屋開始，逐步擴大到政令制定都市及全日本。隨之「Xi」的導入，部分室內最快通訊速度可達75Mbps，其他地區最快通訊速度可達37.5Mbps。

#### 其他

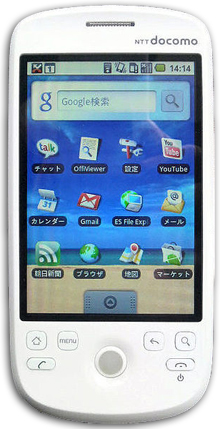
「HT-03A」是日本最早的安卓系統手機

DoCoMo於2004年開始提供名稱為「i mode FeliCa」的服務。這一服務的暱稱是手機錢包。之後還提供了基於手機錢包技術的「手機西瓜」服務。「手機錢包」後也授權給其他公司使用。
2006年10月開始電話號碼可攜服務（MNP）後，DoCoMo曾面臨苦戰，2006年11月，其用戶數首次減少。2007年8月度，出現創業以来第2次用戶數減少。為改變這一情況，DoCoMo於2008年7月開始對其品牌進行了全面刷新。2008年11月，其手機分類方式由過去的「90X・70X」兩個系列改為docomo PRIME series、docomo STYLE series、docomo SMART series、docomo PRO series四個系列。並積極擴大FOMA區域及FOMA High Speed區域，以求提高顧客滿意度，2008年夏季之後，其轉出數及解約率均明顯下降。同年12月，實現MNP制度開始以来首次轉入超過轉出。2009年3月，獲得數據通信業務用戶滿意度首位；2009年7月，其用戶純增数獲得首位，2009年度全年純增数時隔4年再次獲得首位。
另外在2010年，其首次在JD Power的顧客滿意度調査中獲得首位。 
2008年度開始，DoCoMo開始發售1100系列，在docomo PRO series中發售Windows Mobile、BlackBerry、Android等智能手機。2010年夏季開始，智能手機自PRO series分離中獨立，改以DoCoMo智能手機（ドコモ スマートフォン）的名稱發售。同時開始提供智能手機用的ISP服務sp mode（spモード），並且銷售帶有手機電視和手機錢包功能的智能手機。並且和大日本印刷合作，設立了面向該公司智能手機用戶的電子書籍網站「2Dfacto」以求擴大銷量。2011年9月開始，新設平板電腦的分類DoCoMo平板電腦（」。另外，DoCoMo在2011年4月之後銷售的手機均可解除SIM卡與手機綁定的功能。
從2011年冬季新款手機起，其功能型手機被統合為「docomo STYLE series」。智能手機成為銷售主力，並且將帶有手機電視和手機錢包等傳統手機功能的智能手機劃入「docomo with series」；面向追求高機能手機用戶的智能手機則劃入「docomo NEXT series」。

### 其他業務
DOCOMO於1998年自NTT個人獲得PHS業務。其PHS用戶最多時曾超過200萬，是PHS市場佔有率第二大企業。不過PHS業務多年赤字。2005年4月30日，DOCOMO停止接受新的PHS用戶。2008年1月7日24時之後，DOCOMO停止PHS服務。
DOCOMO曾是日本唯一一家在全國各都道府縣提供傳呼機業務的公司。DOCOMO在其開業當初，傳呼機用戶曾多於手機用戶。不過在1996年之後，隨著手機和PHS價格的下降及手機也同樣具有短信功能，傳呼機用戶逐漸減少。2004年6月30日，DOCOMO停止接受新的傳呼機用戶。2007年3月31日，停止提供傳呼機服務。
DOCOMO也有提供名稱為Wide Star（ワイドスター）的衛星電話服務。其通位於赤道上空36,000公里處的兩個静止軌道衛星 （N-STAR）提供電話服務。2010年5月時，共有38,100名服務。其服務區包含了日本的領土、領海、經濟水域中可在正午時能看到太陽的區域。主要在山小屋、船舶等手機和固定電話均難以收到信號的地區使用。2004年3月之前，還曾在飛機內提供服務。由於衛星軌道較遠，打電話時會發生約0.2秒的延遲。此外因通信時所需功率較大，其電話機的體積和重量也十分龐大，最小的可搬型也有1.7千克。衛星電話所使用的電話機有可搬型、車輛型、船舶型三種類型。
DOCOMO提供有名稱為WORLD WING的國際漫遊服務。其用戶前往外國時，可以直接使用日本的手機進行通話和郵件。且已覆蓋世界上的大多數國家。而所有的DOCOMO手機也都提供名為WORLD CALL的服務，可往海外撥打電話。
2005年12月1日，DOCOMO入股三井住友信用卡公司，並開始提供名為「iD」的非接觸式信用卡服務。2006年5月26日，DOCOMO開始提供可在iD上使用的信用卡服務DCMX。2009年1月，iD的用戶超過1000萬。DCMX的用戶數也在同年8月24日超過1000萬人。目前，日本各大主要便利店和麥當勞、AEON、友都八喜等均可使用iD支付。此外，在一些可口可樂的自動售貨機上也能使用iD。
除此之外，DOCOMO還有提供網際網絡（ISP），其服務品牌是mopera和mopera U。DOCOMO也有提供名稱是Mzone的公共無線上網服務，但需付費。其服務範圍是日本收費公共無線網絡中最大的。2009年3月，Mzone在全日本設置了3000個服務區。

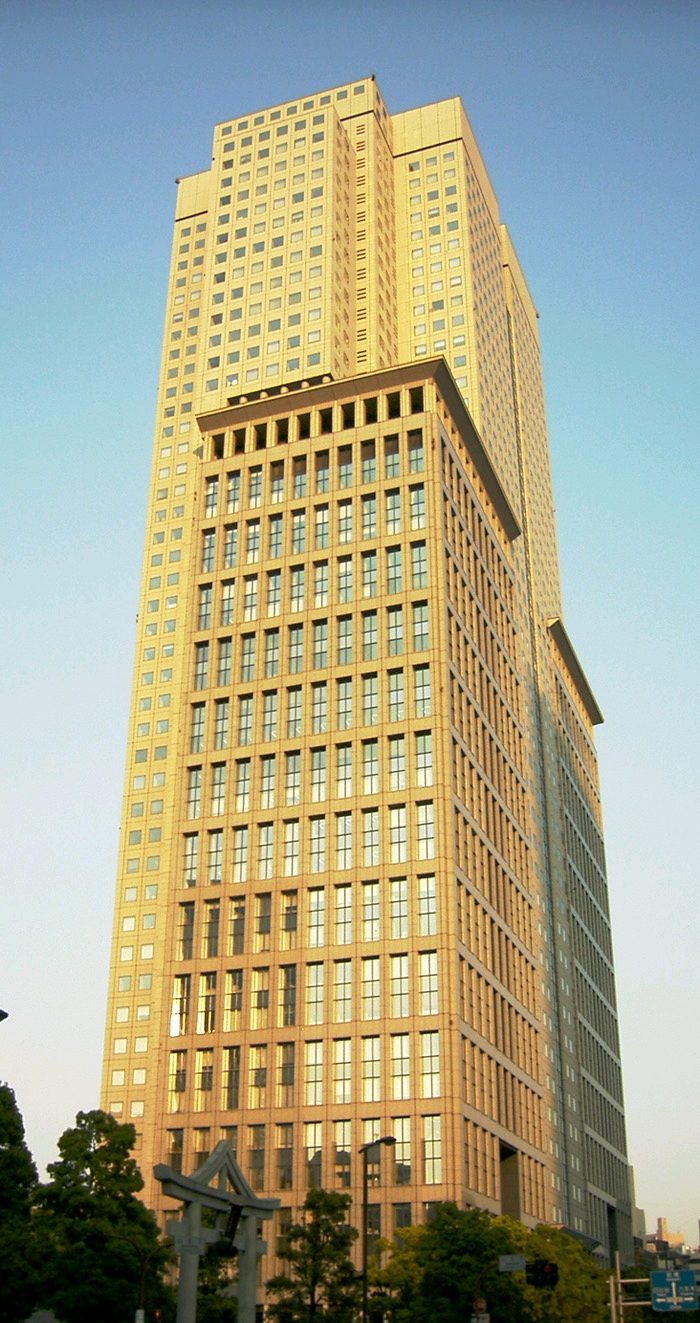
NTT DoCoMo位於東京永田町的總部大樓（山王公園塔）
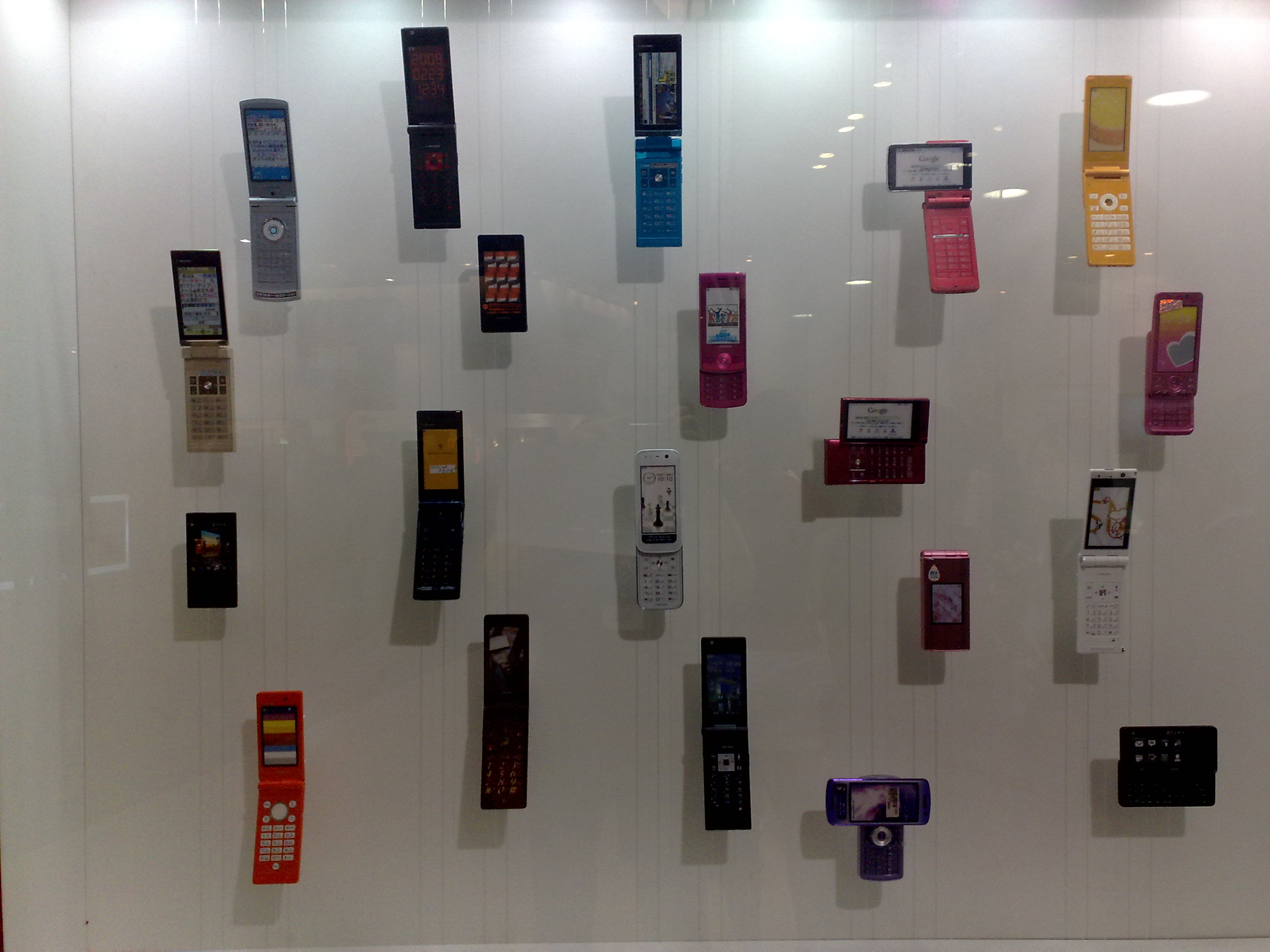
NTT門市展示的專用手機
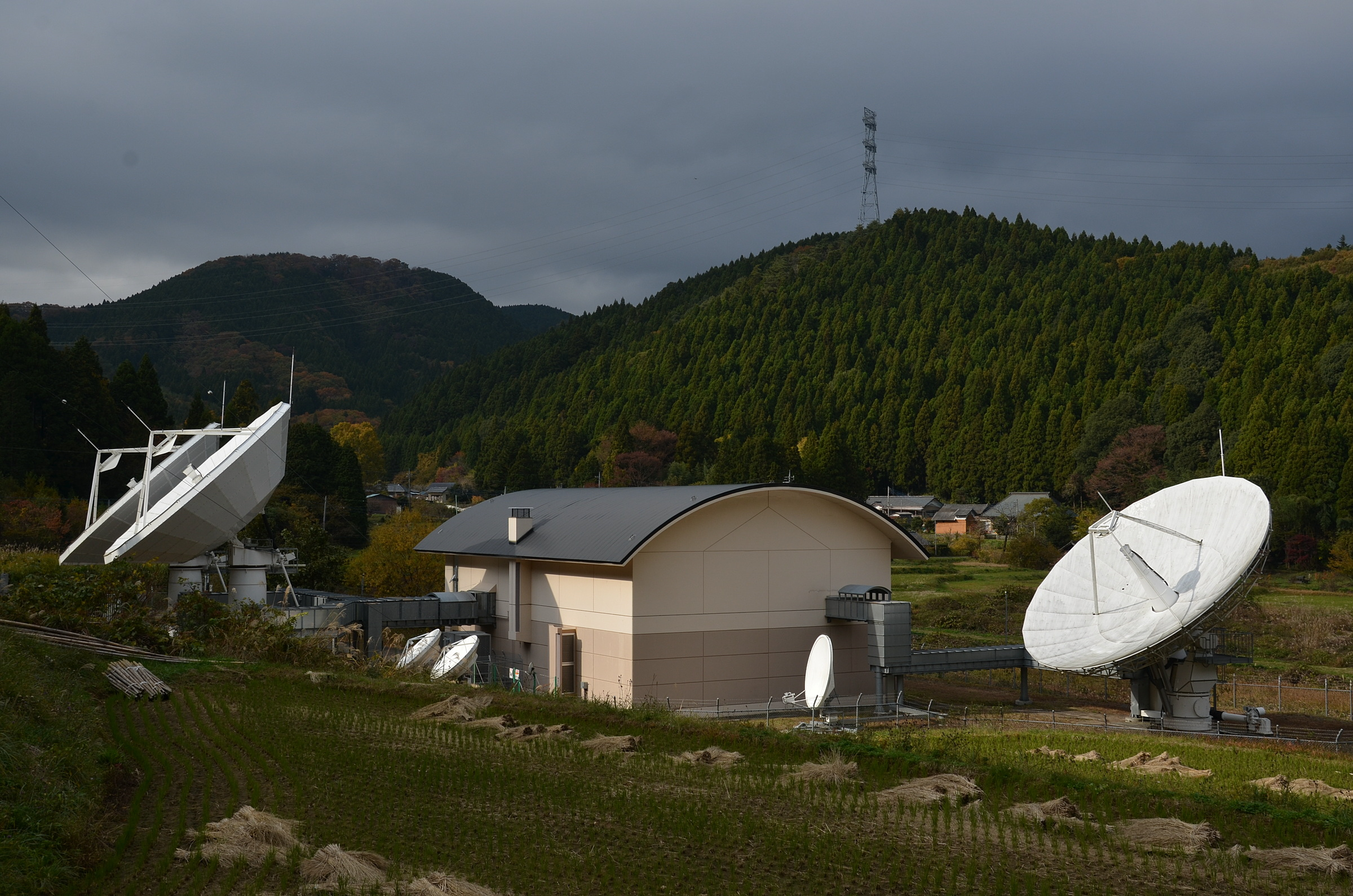
DOCOMO 揚枝方衛星橋接基地台（茨城县北茨城市）
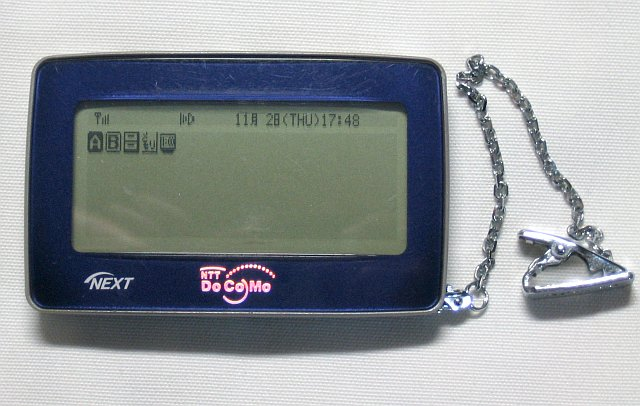
早期DOCOMO call機
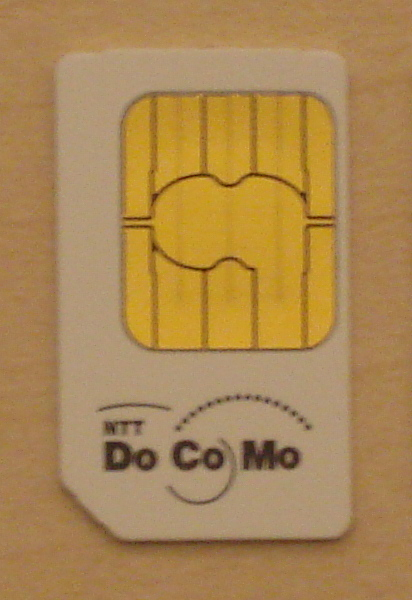
DoCoMo sim卡
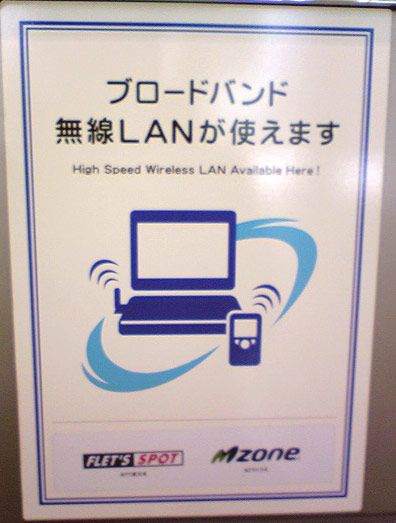
無線上網區標示

## 業務區域
粗體是地區分公司所在的都府縣。地區分公司是合併前各地區公司的總公司。用戶數為2011年11月數字。
| 地區分公司名稱 | 舊地區公司名              | 管轄都道府縣                                                                      | 下屬支店                                                                          | 用戶数   |
| -------------- | ------------------------- | --------------------------------------------------------------------------------- | --------------------------------------------------------------------------------- | -------- |
| 北海道支社     | NTT DOCOMO北海道          | 北海道                                                                            | 函館、苫小牧千歲、旭川、帯廣、釧路、北見                                          | 229.5万  |
| 東北支社       | NTT DOCOMO東北            | 青森縣、岩手縣、宮城縣、秋田縣、山形縣、福島縣                                    | 青森、岩手、秋田、山形、福島                                                      | 384.6万  |
| 本社直轄       | NTT DOCOMO 通称DoCoMo中央 | 茨城縣、櫪木縣、群馬縣、埼玉縣、千葉縣、 東京都、神奈川縣、新潟縣、山梨縣、長野縣 | 茨城、櫪木、群馬、埼玉、千葉、丸之内、 新宿、澀谷、多摩、神奈川、新潟、長野、山梨 | 2516.4万 |
| 東海支社       | NTT DOCOMO東海            | 岐阜縣、静岡縣、愛知縣、三重縣                                                    | 岐阜、静岡、三重                                                                  | 592.2万  |
| 北陸支社       | NTT DOCOMO北陸            | 富山縣、石川縣、福井縣                                                            | 富山、福井                                                                        | 127.5万  |
| 關西支社       | NTT DOCOMO關西            | 滋賀縣、京都府、大阪府、兵庫縣、奈良縣、和歌山縣                                  | 滋賀、京都、神戶、姬路、奈良、和歌山                                              | 904.0万  |
| 中国支社       | NTT DOCOMO中国            | 鳥取縣、島根縣、岡山縣、廣島縣、山口縣                                            | 鳥取、島根、岡山、福山、山口                                                      | 322.3万  |
| 四国支社       | NTT DOCOMO四国            | 德島縣、香川縣、愛媛縣、高知縣                                                    | 德島、愛媛、高知                                                                  | 188.6万  |
| 九州支社       | NTT DOCOMO九州            | 福岡縣、佐賀縣、長崎縣、熊本縣、大分縣、 宮崎縣、鹿兒島縣、沖繩縣                 | 北九州、佐賀、長崎、熊本、大分、宮崎、鹿兒島、沖繩                                | 654.3万  |

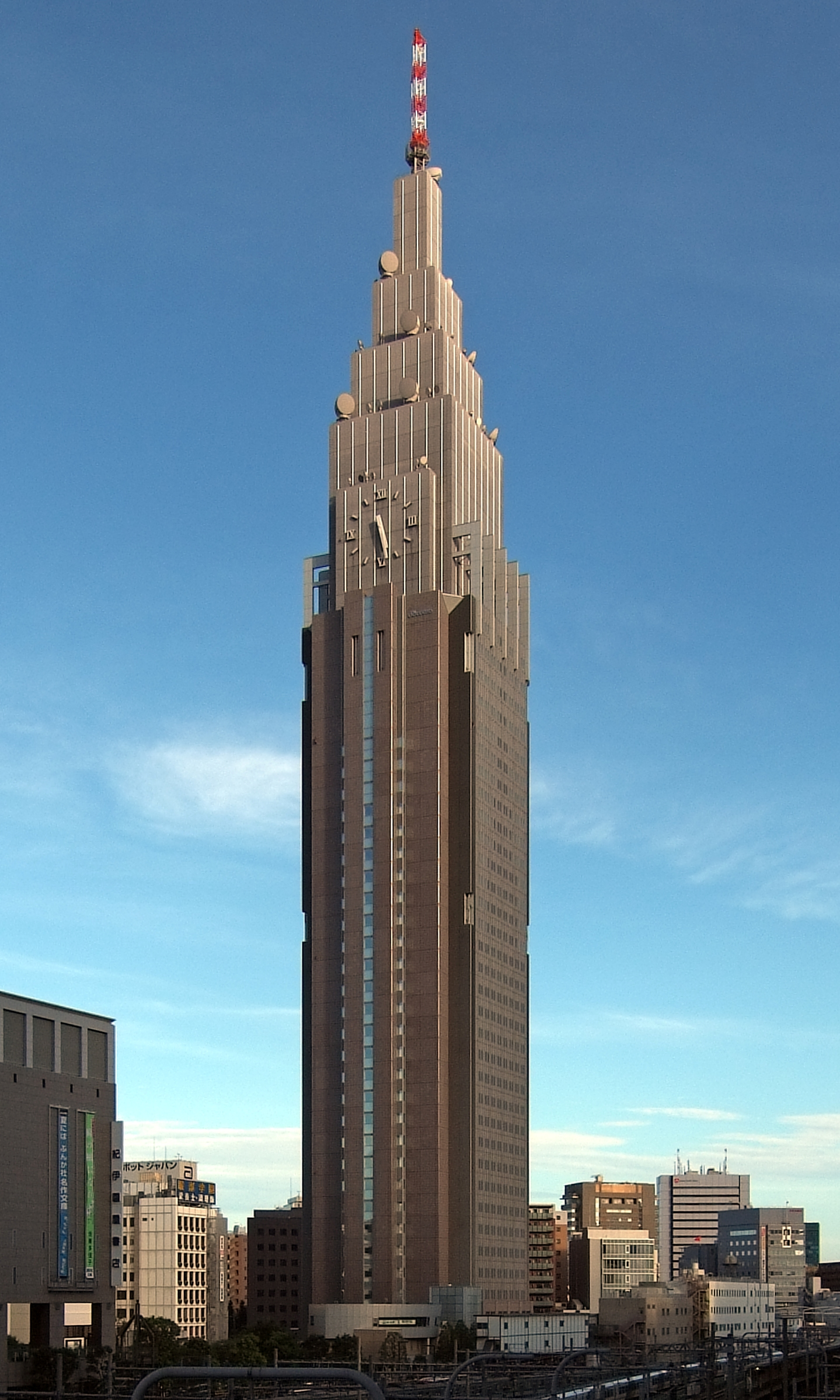
NTT DoCoMo代代木大廈
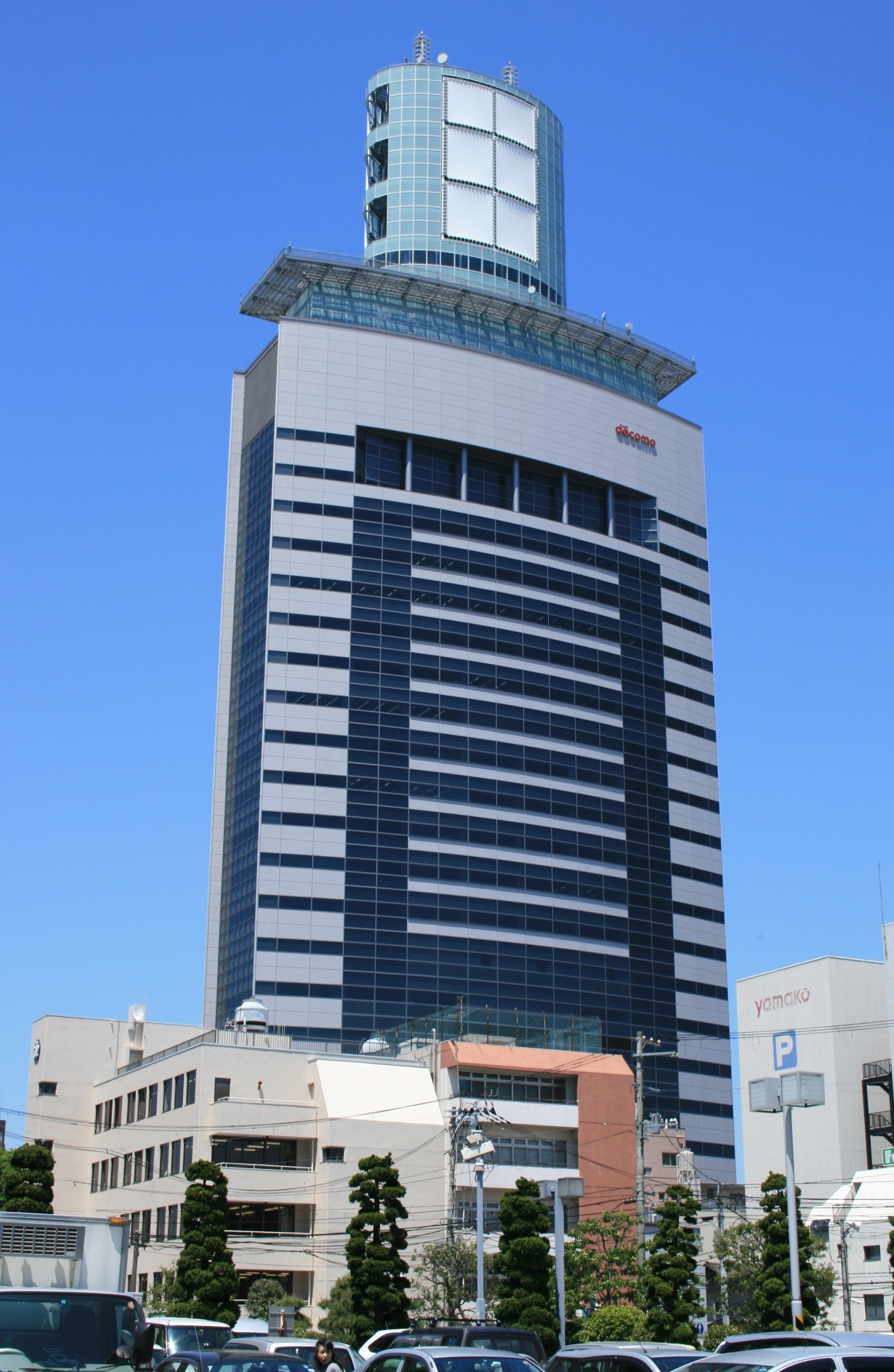
NTT DoCoMo東北支社 （DoCoMo東北大樓）
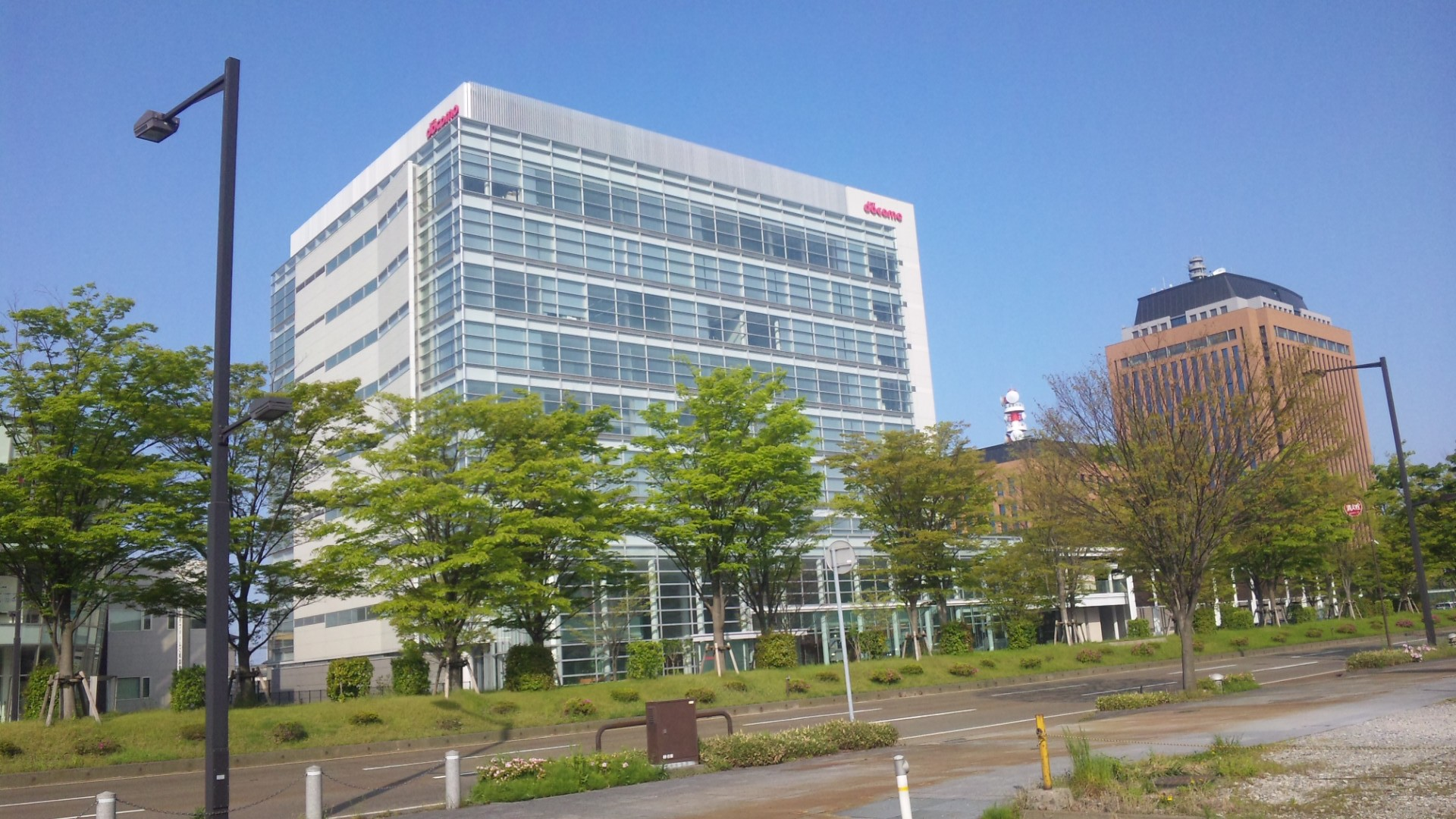
NTT DoCoMo北陸支社 （NTT DoCoMo金澤西都大樓）
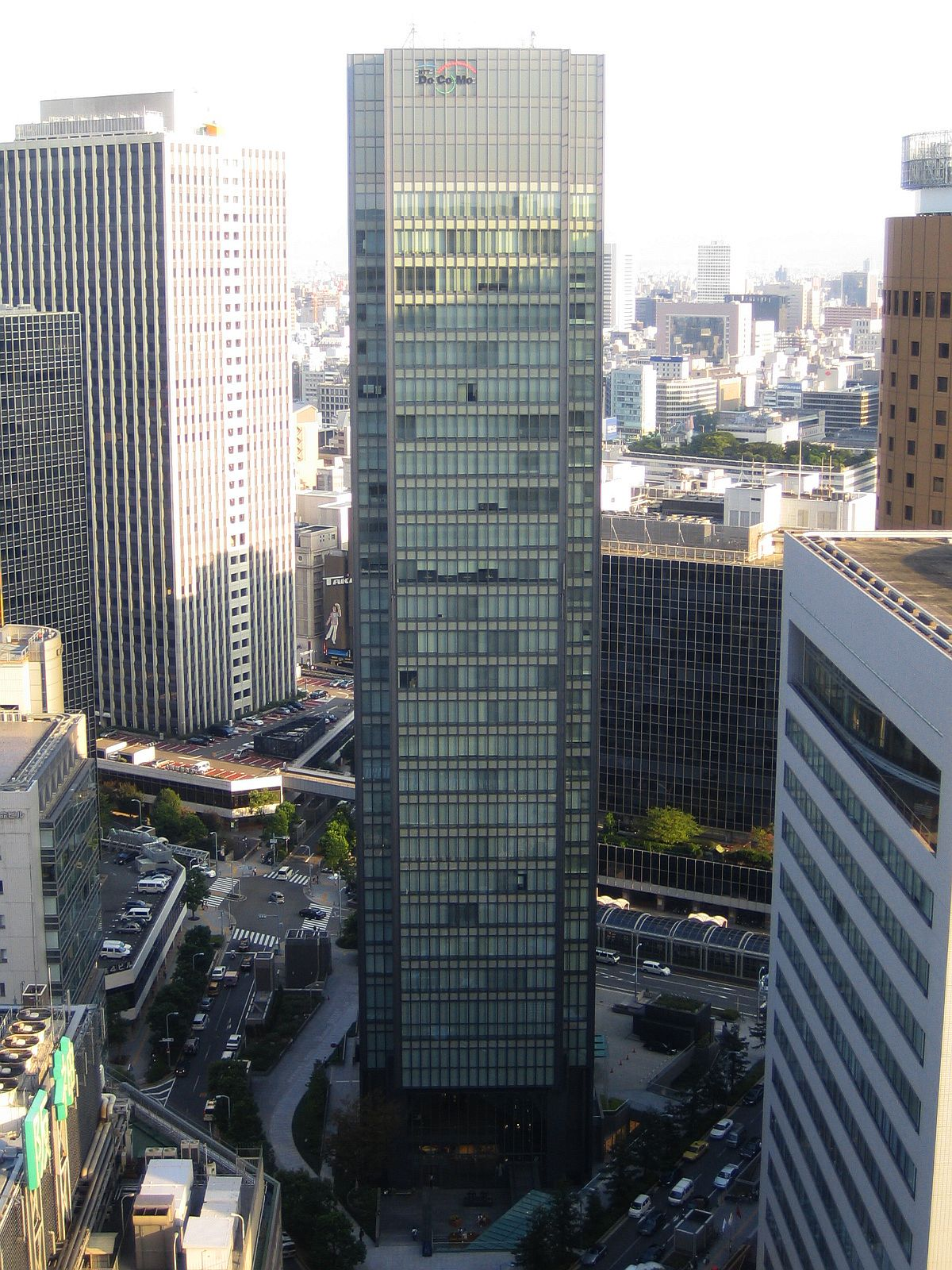
NTT DoCoMo關西支社 （梅田DT塔）
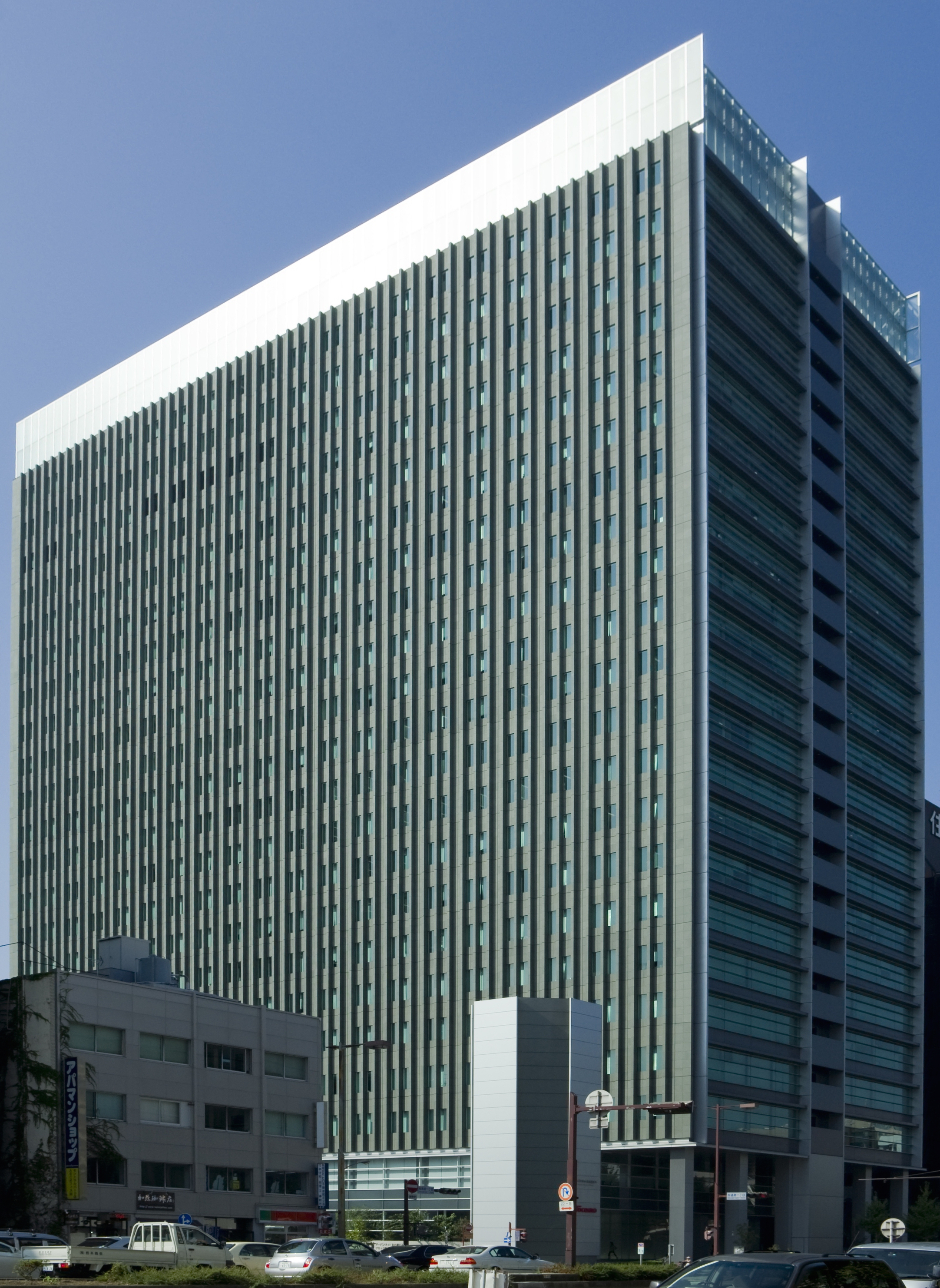
NTT DoCoMo東海支社 Urban Net名古屋大樓
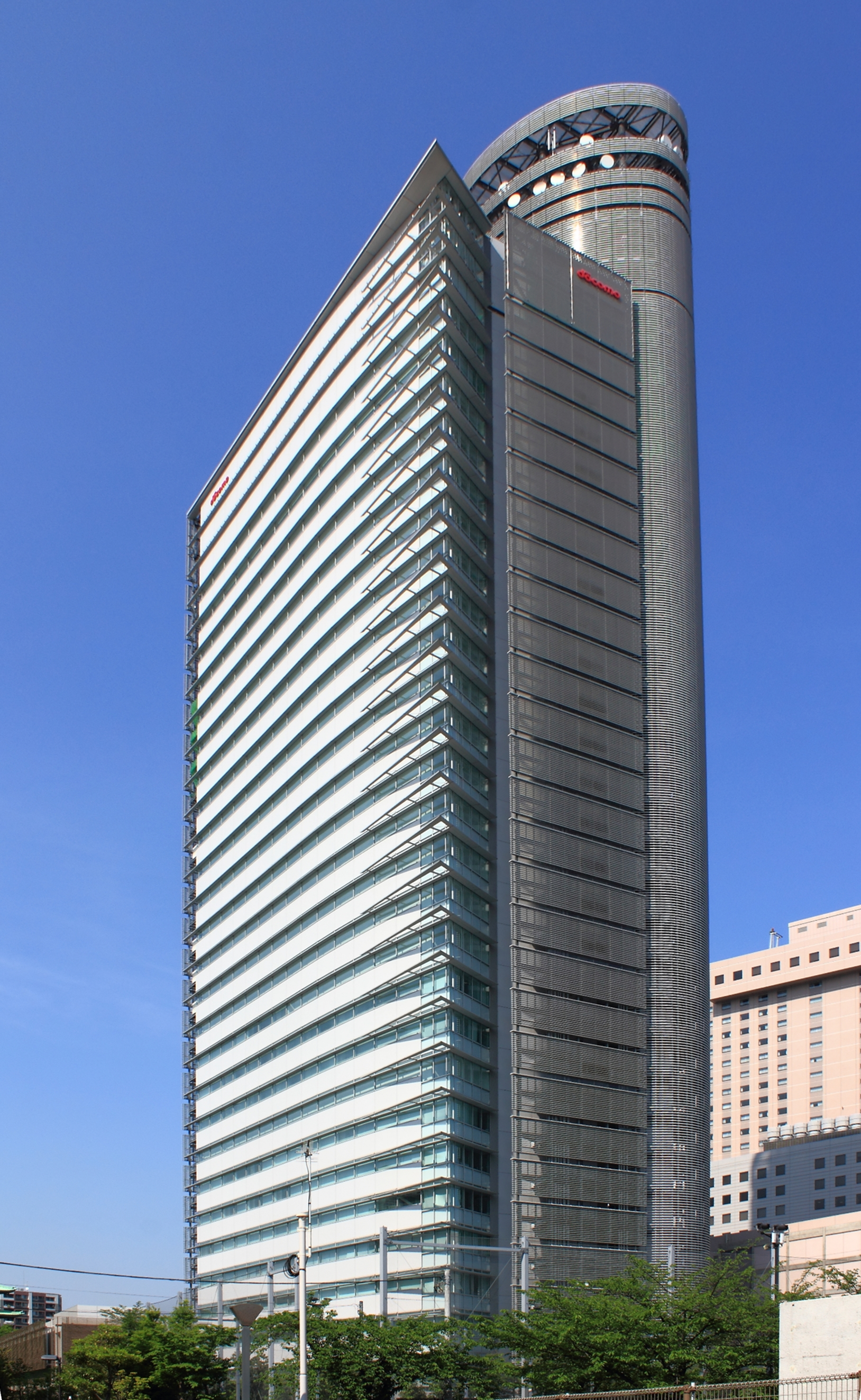
NTT DoCoMo墨田大樓
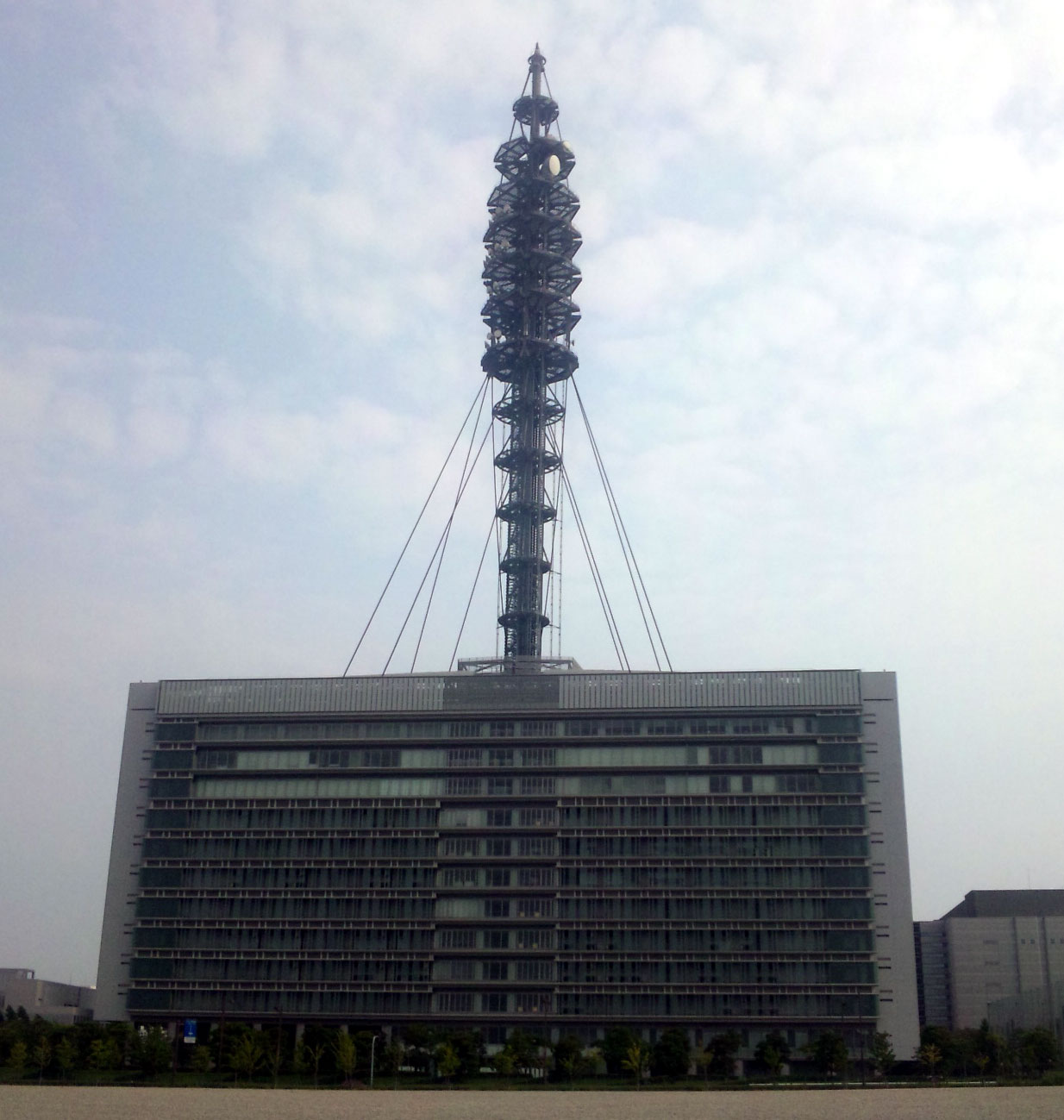
NTT DoCoMo大阪南港大樓
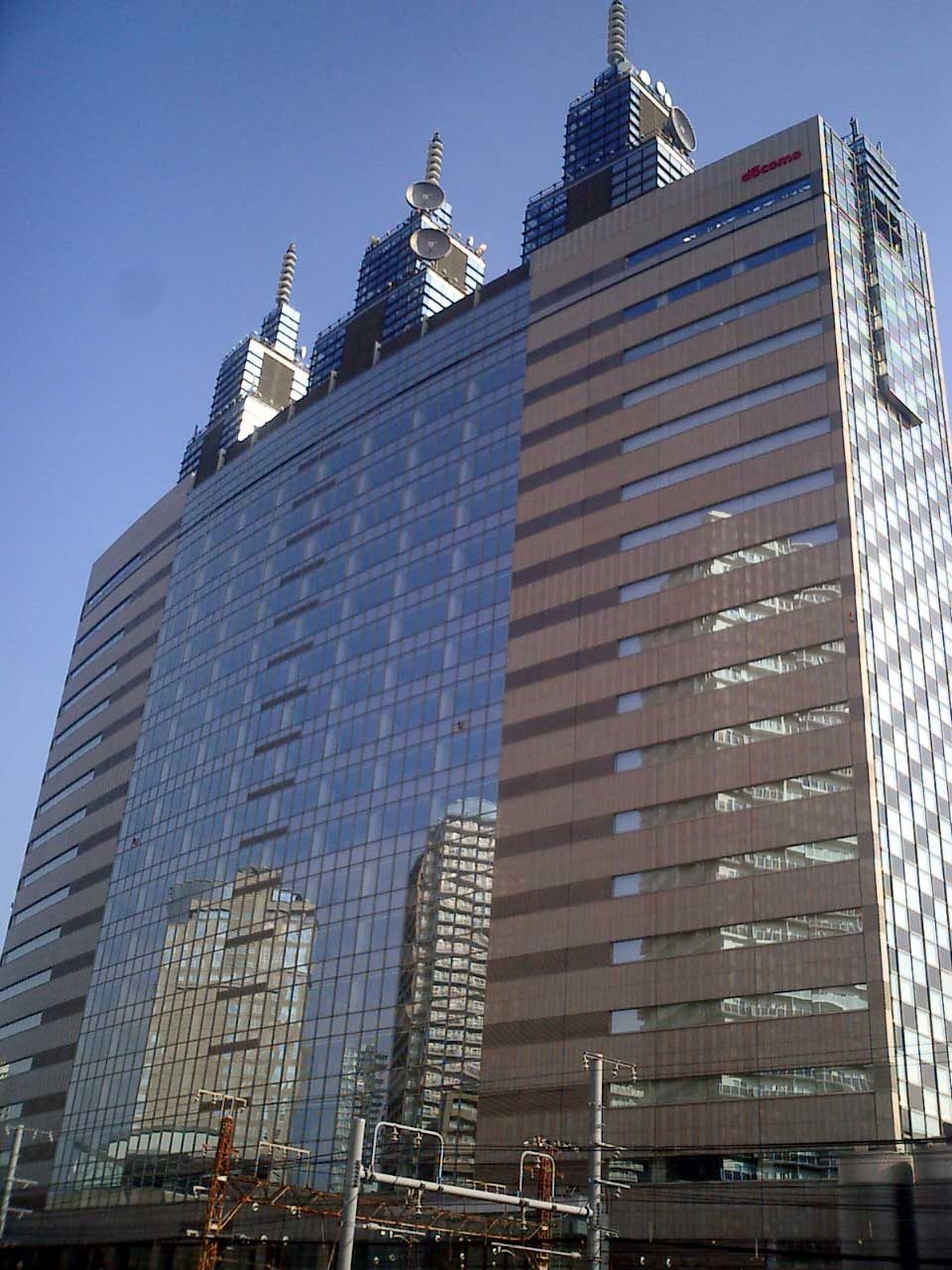
NTT DoCoMo川崎大樓
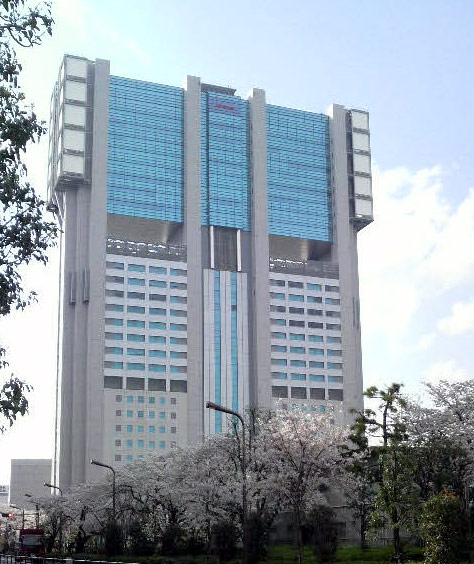
NTT DoCoMo品川大樓
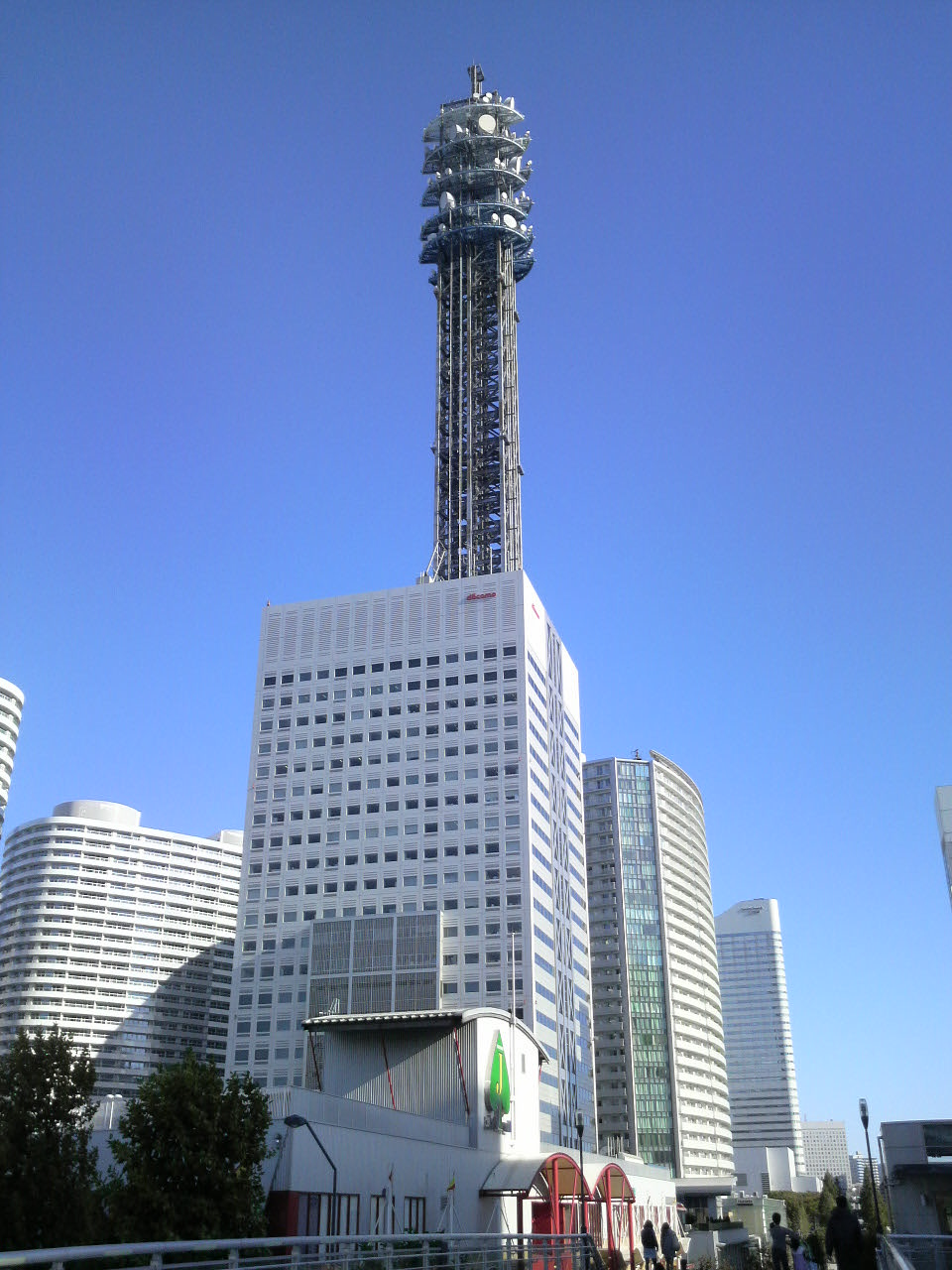
NTT DoCoMo神奈川支店 （横濱媒體塔）
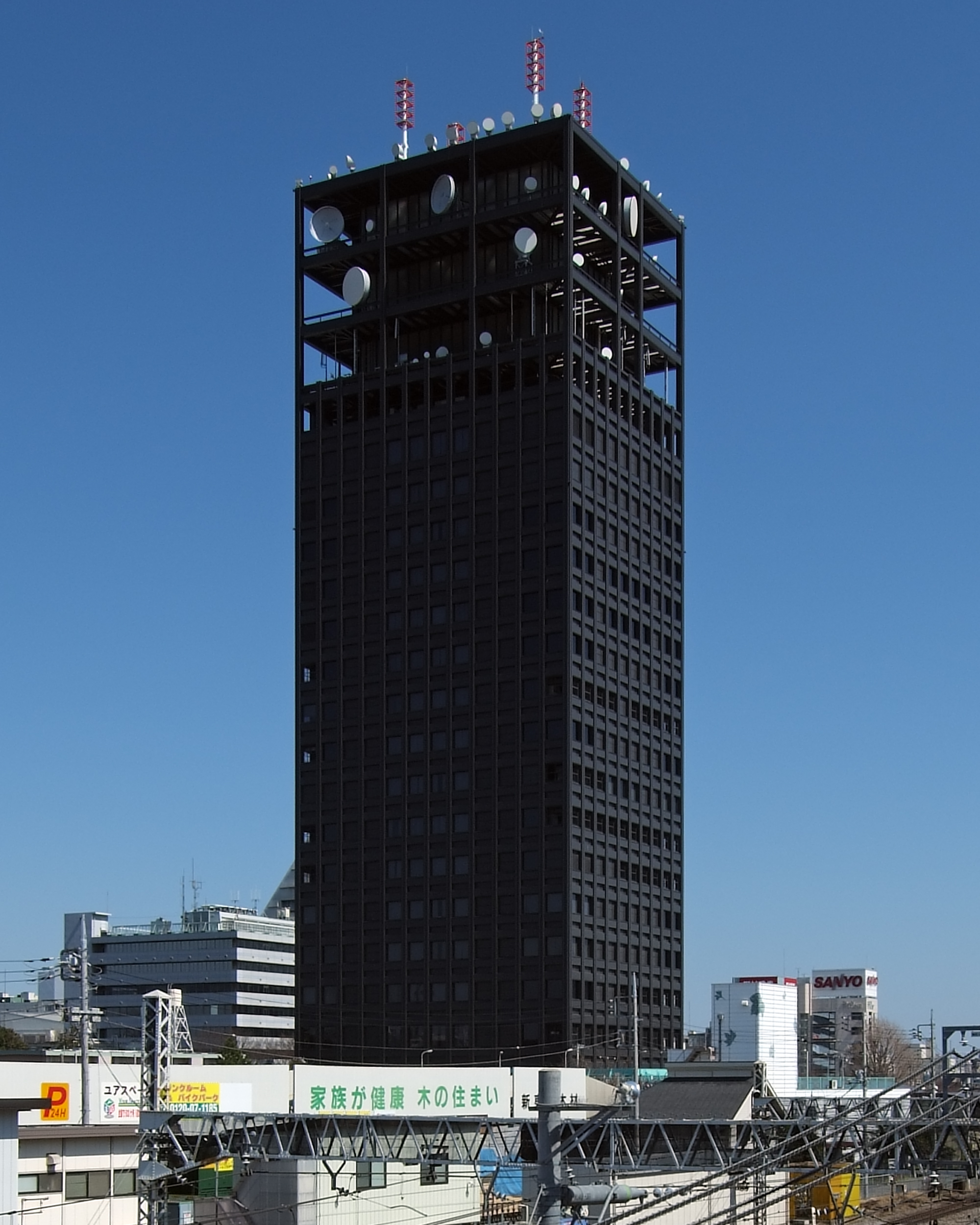
NTT DoCoMo中野大樓
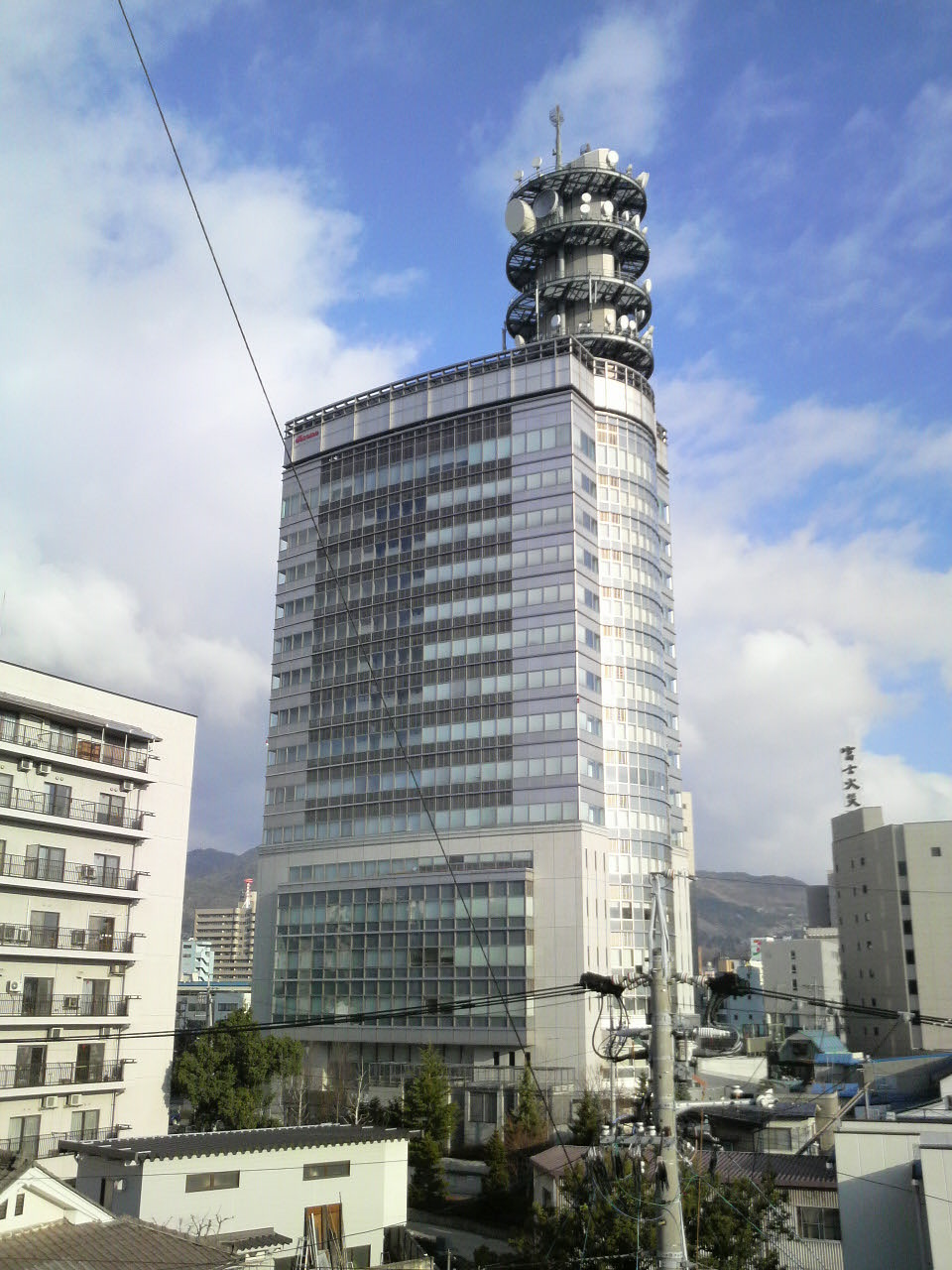
NTT DoCoMo長野大樓
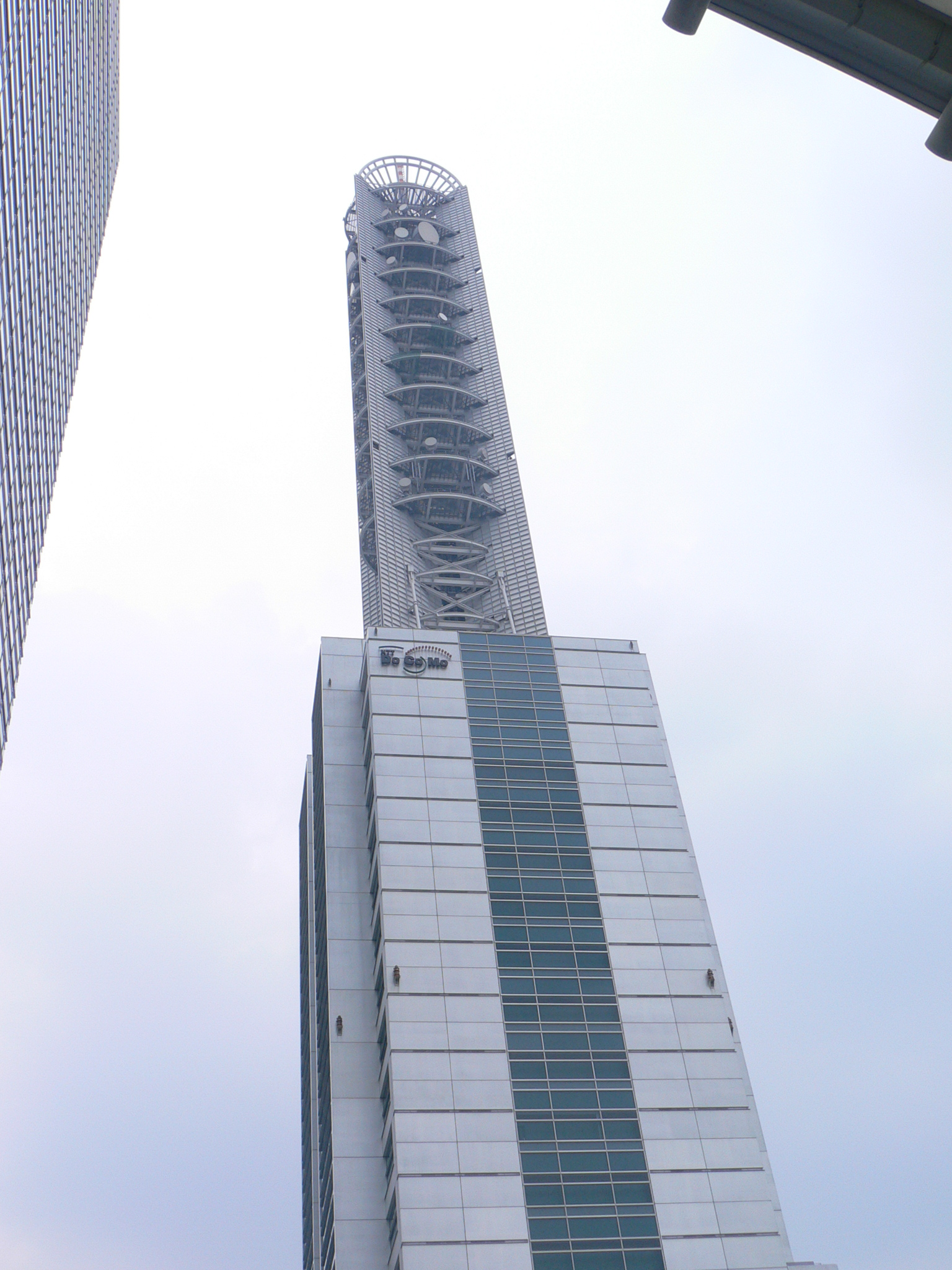
NTT DoCoMo埼玉支店 （NTTドコモ埼玉大樓）
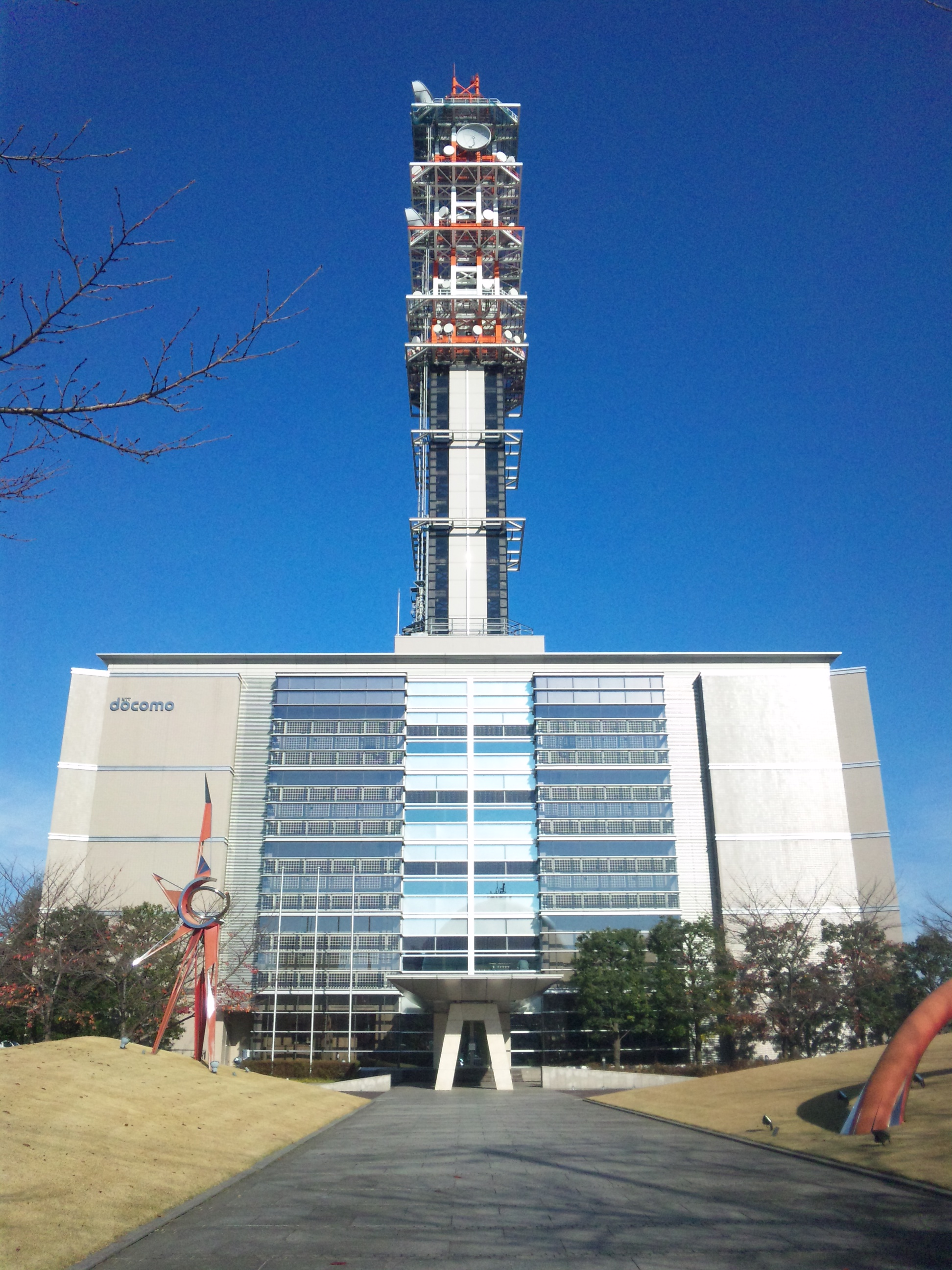
NTT DoCoMo立川大樓
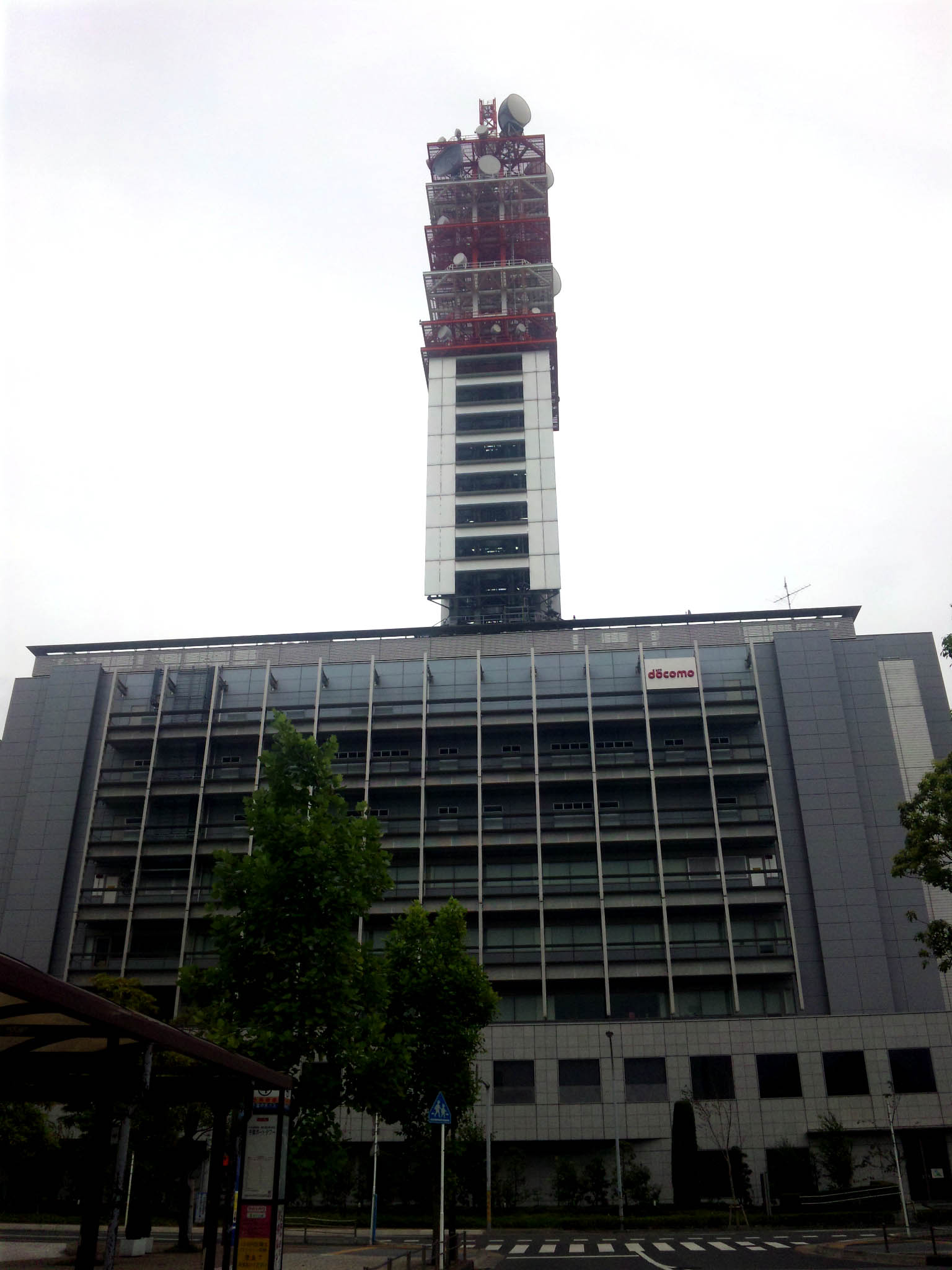
NTT DoCoMo千葉大樓

## 手機供應商
目前DOCOMO所銷售的手機主要由以下企業生產：
- 日本企業
  - 索尼移动通信（ 代號「SO」）
  - 富士通（代號「F」及「T」[19]）
  - NEC卡西歐移動通訊（代號「N」及「CA」）
  - 松下移動通訊（代號「P」）
  - 夏普（代號「SH」）
  - Buffalo（代號「BF」）
- 日本以外企業
  - 三星電子（韓国 代號「SC」）
  - LG電子（韓国 代號「L」）
  - RIM（加拿大 BlackBerry系列）
  - 華為 （中国 代號「HW」）

## 研究施設（DOCOMO研發中心）

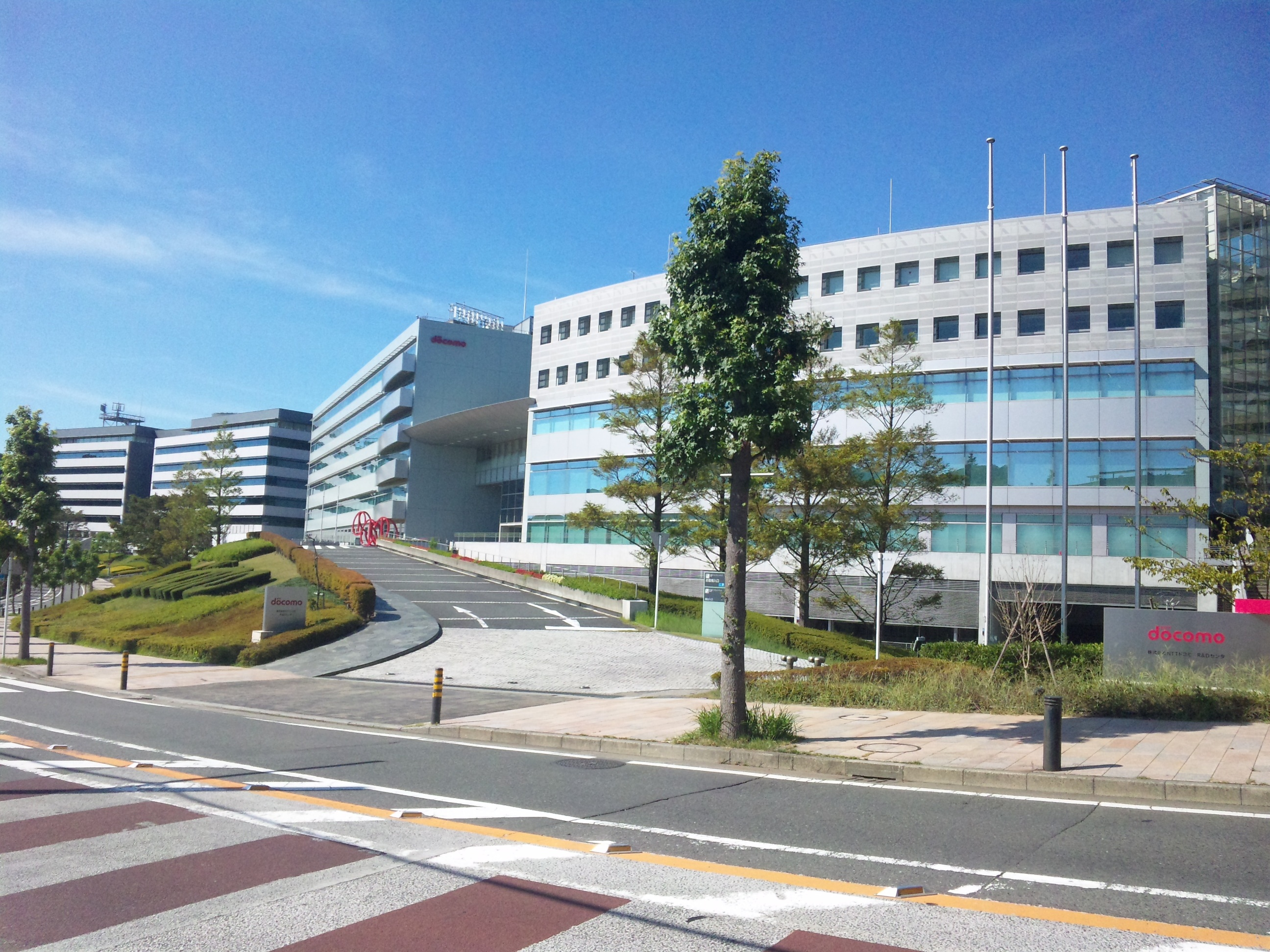
DOCOMO R&D中心

DOCOMO在神奈川縣横須賀市的横須賀科研園區（YRP）內建有名為「DOCOMO研發中心」（ドコモR&Dセンター）的研究設施。該設施附近有NEC、富士通、松下、阿爾法系統等企業落戶，DOCOMO也和企業進行了共同研發。研發中心進行次世代通信方式（如HSUPA、LTE、第4世代手機等）的研究、手機新機型開發、通信架構的研發等業務，是DOCOMO在日本最重要的開發據點。
研發中心設有參觀區「WHARF」，在這裡可以看到DOCOMO的研究成果以及今後的開發構想。自京濱急行電鐵「YRP野比車站」乘坐巴士10分可抵達研發中心。
研發中心在CEATEC JAPAN2009上展示了用眼睛操作的耳機和以國產木材為原料製作的手機等展品。

## 銷售店

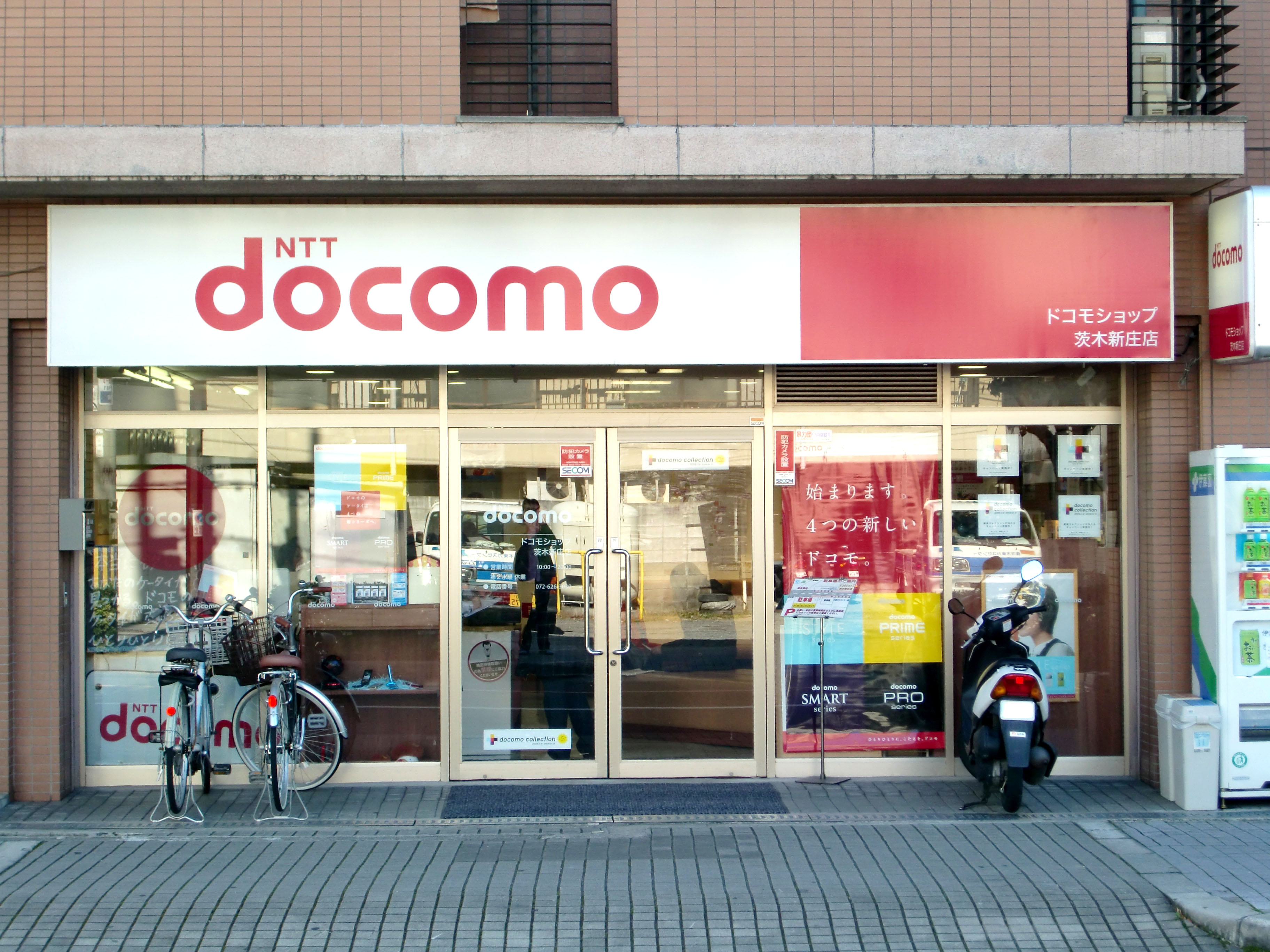
DOCOMO Shop茨木新庄店
（大阪府茨木市）

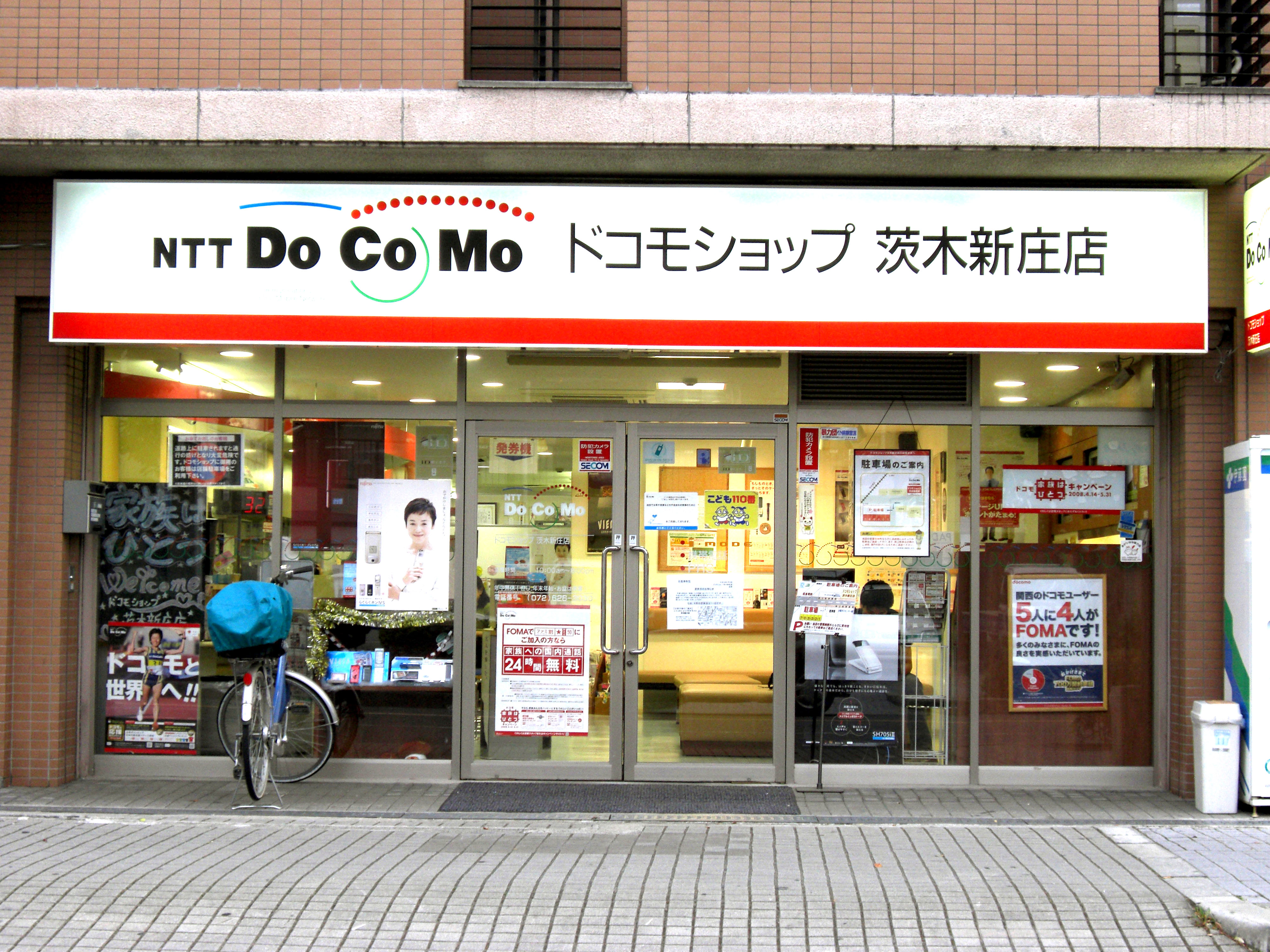
旧商標時期的DOCOMO Shop（茨木新庄店）

NTT DOCOMO的產品銷售主要在DOCOMO Shop進行，全日本約有2,200店。此外也在家電量販店等地銷售。

### DOCOMO Shop
DOCOMO Shop是專門進行DOCOMO手機相關業務的銷售代理店。第一家DOCOMO Shop是於1992年10月18日開店的DOCOMO Shop八王子店。其在都市大多集中於車站附近，而在地方則多位於幹線道路沿線。也有一些位於百貨店或綜合超市及購物中心。
主要進行以下業務。
- 手機新簽約或契約內容變更、解約、暫停使用手續
- 附屬商品的銷售
- 收費套餐的變更
- 手機故障維修（部分店鋪無此業務）
- 繳納電話費（因欠費而導致停機的情況下，不在DOCOMO Shop繳費則無法解除暫停使用狀態。

在DOCOMO Shop設有名稱是DOCOPY（ドコピー）的機器，可使用該機器將舊手機中的電話簿、照片、郵件等數據轉往新手機。

## 批评

### 販賣代理店未進行本人確認問題
- 2009年2月6日，總務省要求違反了携帯電話不正利用防止法的携帯電話販賣代理店改正，並要求負有監督義務的KDDI和NTT DOCOMO對其進行徹底監督[23]。
- 2010年10月，NTT DOCOMO被報導其下屬的多個代理店未對自稱是暴力團員的人士進行身份確認就銷售其手機，自2007年8月起，已累計提供超過400台以上的手機[24]。

### 施工問題
- 2005年6月 - 在未提出必要的文件的情況下就在大阪府池田市進行施工，破壞了古江古墳[25]。
- 2006年6月 - 被發現其在京都府嵐山於1999年設置的鐵塔並未遵守文化財保護法在事前提出文件[26]。
- 2008年6月 - 被發現於2006年，未獲得許可就在雲仙天草國立公園內的鹿兒島縣出水郡長島町平尾地区設置基地局[27][28]。被發現問題的基地局在之後均被拆除或搬遷。

### 重大事故
- 2010年1月15日15時36分，東京都千代田区及台東区的部分地區的FOMA手機無法通話及上網。受影響區域的用戶數約有6万3千人。約2個小時後的17時58分修復[29]。另外，3天後的1月18日，東京都西部及其附近地區發生無法用手機上網及收發郵件的情況，導致通話數激增並不得不暫時限制通話[30]。
- 2010年2月5日，午前6時開始在關東甲信越的部分地區出現通話後2 - 3秒短訊的情況。受影響區域的用戶數約有800萬人。午後8時48分左右得到修復[31][32]。
- 2010年9月10日，因通信設備故障，午前6時左右開始愛知縣的部分地區的FOMA手機難以通話及通信。約7小時後，同日13時3分恢復通話；同日13時50分恢復上網[33]。最初發表的受影響地區是「知立市、半田市、安城市、高濱市、碧南市、刈谷市」，後改為「半田市、高濱市、碧南市、安城市的部分地域」。最早發表的受影響地區的用戶數約有93,000人[34]。
- 2011年6月6日午前8時27分，因通信設備故障，關東甲信越地區的部分用戶無法撥打或接聽電話，並且無法使用網絡服務。此外通過MNP方式由DOCOMO轉到其他公司的用戶也無法撥打或接聽電話。約有172万人受到影響。約13小時後的午後9時36分故障得到修復[35]。

## 海外投資
NTT DoCoMo持有以下電訊公司權益：（括號內為股權比例）
- AT&T（18%）
- 英國Hutchison 3G UK公司（20%）
- 3香港及3澳門（各24%）
- 韓國KTF（朝鲜语：KTF）（10.03%）
- 百度移信網絡技術（北京）有限公司（20%）

## 流行文化
《20世纪少年》电影版第一部中，唐泽寿明扮演的远藤贤知使用的手机是Docomo的。

## 相關
- Ahamo（日语：Ahamo）
- Povo（日语：Povo）
- LINEMO（日语：LINEMO）
- 移动虚拟运营商

## 外部連結
- 官方网站
- NTT DOCOMO的Facebook專頁
- NTT DOCOMO的Instagram帳戶
- NTT DOCOMO的X（前Twitter）
- YouTube上的NTT DOCOMO頻道